# Villafría de San Zadornil
Villafría de San Zadornil, también conocida como Villafría, es una localidad situada en la provincia de Burgos, comunidad autónoma de Castilla y León (España), comarca de Las Merindades, partido judicial de Villarcayo, ayuntamiento de Jurisdicción de San Zadornil.

## Geografía

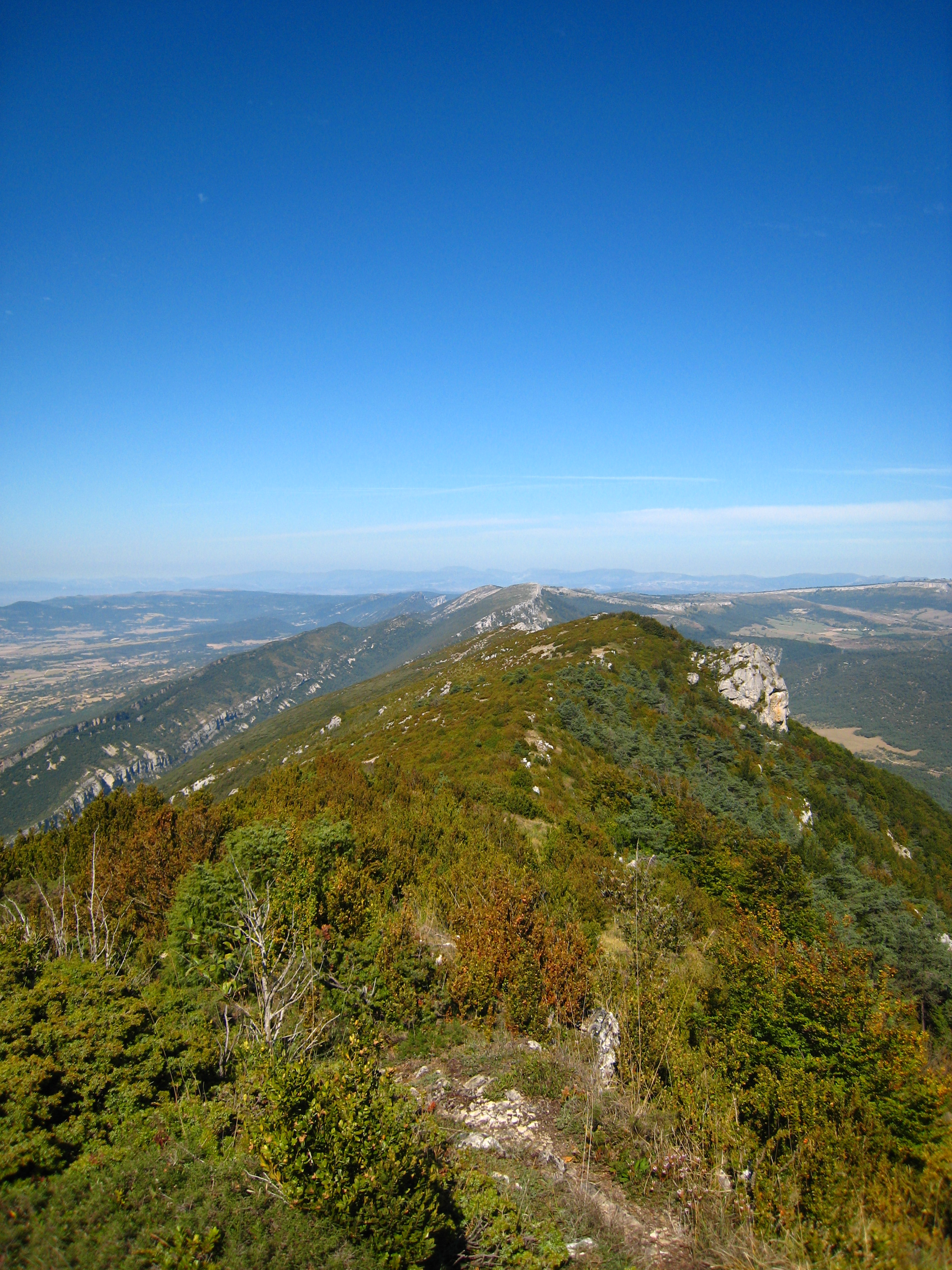
Cumbres de la Sierra de Árcena, al sur de la población.

En la vertiente mediterránea de la provincia , entre la ladera norte de la Sierra de Arcena y la histórica localidad de Valpuesta bañada por el río Omecillo. En el parque natural de Montes Obarenes-San Zadornil,a 45 km de Villarcayo, cabeza de partido, y a 90 de Burgos. 

### Comunicaciones
- Carretera:  Local BU-V-5531, a 4 km de la capital del municipio, San Zadornil. Autobús Vitoria-Bóveda a 7 km.

## Demografía
En el censo de 1950 contaba con 89 habitantes, reducidos 4 en 2006 y pasando a 13 en el padrón municipal de 2007.

## Historia

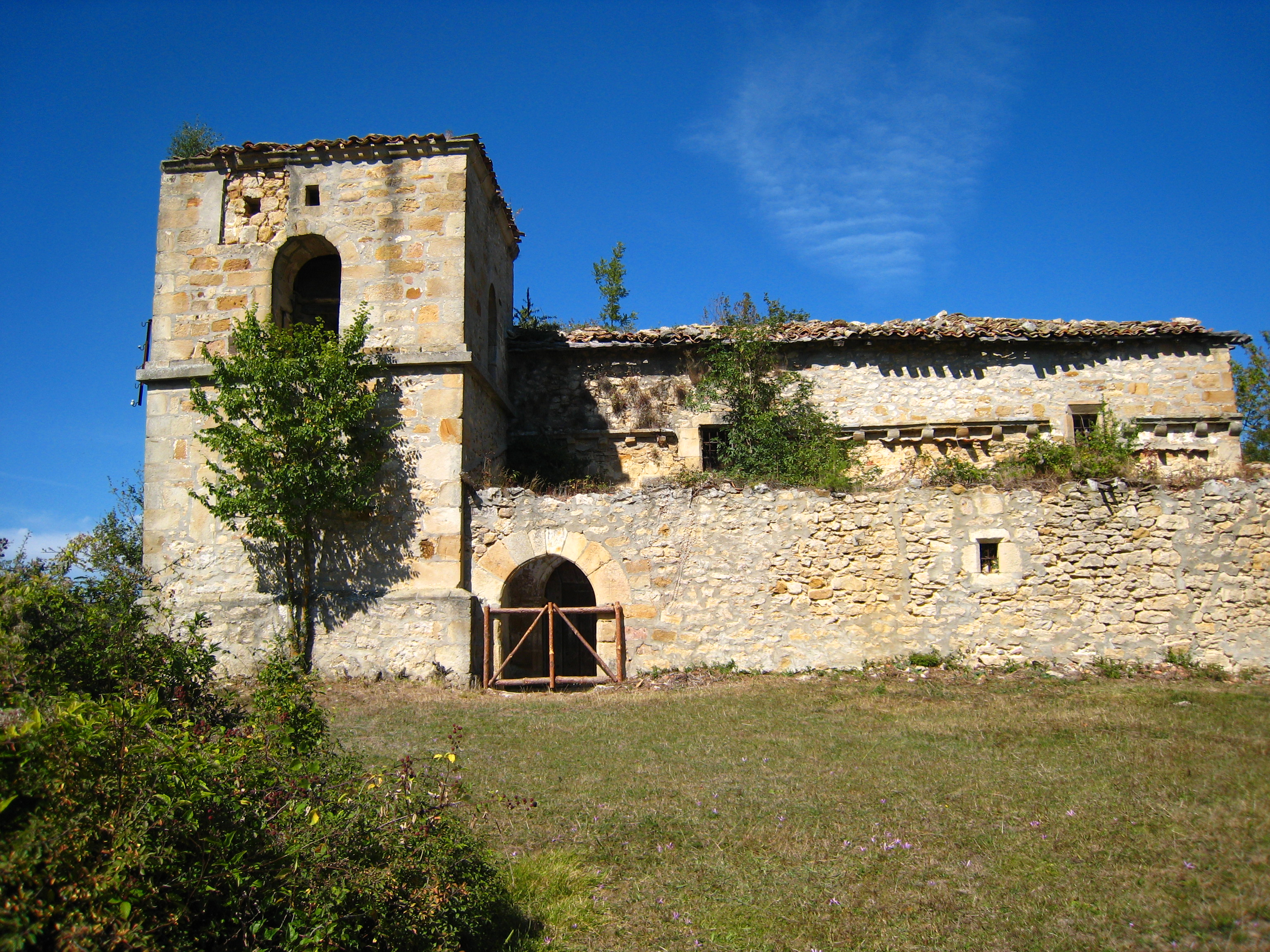
Iglesia de Villafría.

Lugar perteneciente a la Jurisdicción de San Zadornín en el Partido de Castilla la Vieja en Laredo, con jurisdicción de realengo. 
A la caída del Antiguo Régimen queda agregado al ayuntamiento constitucional de Jurisdicción de San Zadornil, en el Partido de Villarcayo perteneciente a la región de Castilla la Vieja.